# Servicio de Prevención de Adicciones
El Servicio PAD o Servicio de Prevención de Adicciones es un servicio del Ayuntamiento de Madrid que analiza, orienta y canaliza los problemas relacionados con las conductas adictivas de la ciudadanía madrileña. Cuenta con un equipo de profesionales (médicos, psicólogos, enfermeros, educadores sociales, terapeutas ocupaciones, trabajadores sociales y orientadores sociolaborales), que orientan, informan, asesoran, motivan, apoyan y transmiten pautas de actuación ante las inquietudes de los padres/madres sobre los comportamientos de sus hijos/as relacionados con conductas adictivas. 
La atención que inicialmente se realiza en línea o telefónicamente, se puede continuar de forma presencial desde el propio servicio o contando con otros recursos municipales. Los principios fundamentales del Servicio PAD son la atención inmediata, la confidencialidad y la intervención personalizada y gratuita.
Aunque la población destinataria final son los adolescentes y jóvenes de la ciudad de Madrid, suelen ser sus padres o educadores los que tienen más interés en prevenir posibles conductas adictivas. Por ello, el Servicio PAD se dirige a los familiares de esos adolescentes y jóvenes que aún no han desarrollado una conducta adictiva, pero que presentan carencias en rasgos o circunstancias personales, familiares, sociales o culturales (factores de protección), situándose, por tanto, en una posición de especial vulnerabilidad frente a las conductas adictivas. 
La actuación preventiva del Servicio PAD se dirige primordialmente a dos tipologías de adolescentes:
- Los que ya han comenzado a comprometer su desarrollo al iniciar las conductas que los ponen en riesgo, situación en la que se encuentran los de mayor edad y/o tiempo de exposición a los factores de riesgo.
- Los que tienen una gran probabilidad de incurrir en dichas conductas, debido a las condiciones que les caracterizan y al ambiente que les rodea, pero todavía no se  han iniciado en las conductas de riesgo. En  este grupo suelen encontrarse los de menor edad y/o menor tiempo de exposición al riesgo y con los que cabe esperar una mayor eficacia de la intervención preventiva selectiva.

La gran mayoría de los padres y madres que realizan las consultas telefónicas, según los datos registrados de los últimos año, no habían recibido previamente ningún tipo de atención o intervención, lo cual indica que este tipo de servicio constituye una buena estrategia para una detección precoz, como posible puerta de entrada a la red del Instituto de Adicciones de Madrid Salud del Ayuntamiento de Madrid.
Además de la orientación personalizada para cada caso, desde el Servicio PAD se puede acceder a: Formación gratuita en línea con acreditación universitaria de la Universidad Camilo José Cela, y a vídeos tutoriales  y documentación, que pueden servir también como material didáctico para los profesionales que trabajan con familias de adolescentes. 
El acceso al Servicio PAD comenzó siendo solo telefónico (+34.699.480.480) en el año 2002. Ahora también está disponible a través de correo electrónico, mensajería instantánea (WhatsApp) y Redes Sociales (Facebook, Twitter y YouTube y Snapchat).

### Campos de actuación
Como se comentaba anteriormente el Servicio PAD va dirigido tanto a adolescentes como a sus familias:
- PAD Familias. Ofrecen información a padres cuando estos sospechan que su hijo o hija puede tener problemas con el alcohol, drogas, pantallas o con el juego o las apuestas.
- PAD Joven. Incluye acciones y programas enfocados a la población adolescente y joven entre 14 y 24 años en Madrid. Profesionales informan sobre conductas de riesgo, prevención de adicciones, les forman en promoción de la salud y fomentan el ocio saludable. Llevan a cabo programas como: La Contrapartida, el Espacio PAD JOVEN San Blas- Canillejas, Acción Botellón o Quier-t mucho.

#### La Contrapartida
Se centra en la prevención de riesgos derivados del juego de azar y las apuestas deportivas. Se inició en 2020 y se lleva a cabo en 12 distritos de la ciudad de Madrid. Trabaja en varias áreas:
- En redes sociales con actividades de difusión y coordinación con recursos comunitarios.
- Acciones grupales en centros educativos o intervenciones individuales mediante la consulta joven.
- Actuaciones dirigidas a las familias, a la comunidad educativa y otros agentes sociales.

#### Espacio PAD JOVEN San Blas- Canillejas
Iniciativa creada por el Instituto de adicciones de Madrid Salud y el área de gobierno de coordinación territorial ante la preocupación por los problemas ocasionados por el consumo de alcohol y drogas entre los jóvenes.
Es un centro que pretende ser una opción positiva para el encuentro juvenil durante el tiempo libre. Ofrece actividades con el objetivo de conectar a los jóvenes con diferentes gustos y aficiones, de modo que se potencia el refuerzo de las relaciones sociales, la interacción personal, la cooperación y el intercambio de opiniones en un entorno neutral.

#### Acción Botellón
Acción Botellón es una iniciativa creada por Madrid Salud, Ayuntamiento de Madrid. Se trata de un programa de acción directa de prevención y reducción de riesgos relacionados con el consumo de alcohol y otras drogas entre adolescentes y jóvenes. Acuden a las zonas de ocio, donde se desarrollan botellones, durante la tarde y noche en los fines de semana, durante festividades y demás celebraciones. 
Cuenta con un dispositivo móvil (carpa) en la que se centran las actividades. Personas voluntarias y profesionales llevan a cabo iniciativas donde informan y asesoran de forma divertida y proactiva a los jóvenes sobre los riesgos asociados al consumo de alcohol y otras sustancias. Además ofrecen consejos para un mejor consumo para que la ingesta sea lo menos perjudicial posible para la salud.

#### Quier-t mucho
Propuesta conjunta de diferentes áreas del Ayuntamiento de Madrid. Ofrece propuestas de ocio saludable como alternativa al consumo de sustancias y otros comportamientos de riesgo, promoviendo el desarrollo de aptitudes personas en escenarios cotidianos para que tomen el control de su estado de salud.  